# Седевакантизам
Седевакантизам је став који заступа мањина традиционалистичких католика, који сматрају да је Света Столица празна од смрти папе Пија XII 1958. године (или по некима, од смрти папе Јована XXIII 1963).
Седевакантисти сматрају да папе Павле VI (1963—1978), Јован Павле I (1978), Јован Павле II (1978—2005) и Бенедикт XVI (од 2005) нису ни прави католици, нити праве папе, због наводног прихватања јереси модернизма.
Израз седевакантизам је изведен из латинског седе ваканте, што дословно значи празна столица (где се мисли на бискупски трон). Специфично значење овог израза је у контексту упражњености Свете Столице у периоду од смрти или повлачења једног папе до избора његовог наследника.
Мале групе традиционалистичких католика су лојалне својим алтернативним папама (за више података видети чланак конклавизам). Како они сматрају да постоји папа, Света столица по њиховом веровању није празна. Стога строго посматрано они нису седевакантисти. Међутим, израз седевакантизам се често користи и за њих јер одбацују општеприхваћеног папу.